# پیووی

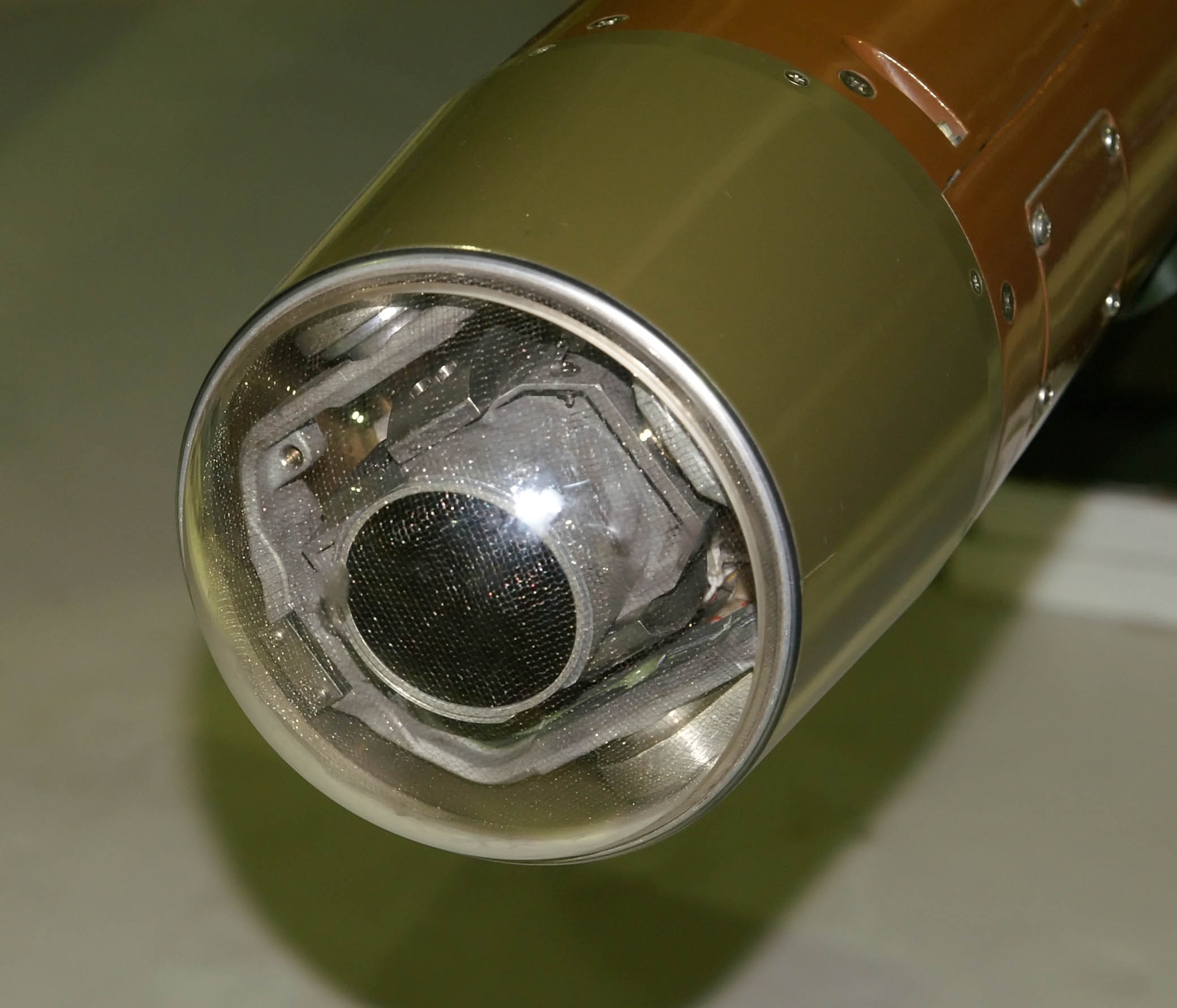
کلاهک جستجوگر پیووی ۳ در موزه نیروی هوایی بریتانیا.

پیووی (به انگلیسی: Paveway) نماد بازرگانی بمب‌های هدایت لیزری است.

## نگارخانه

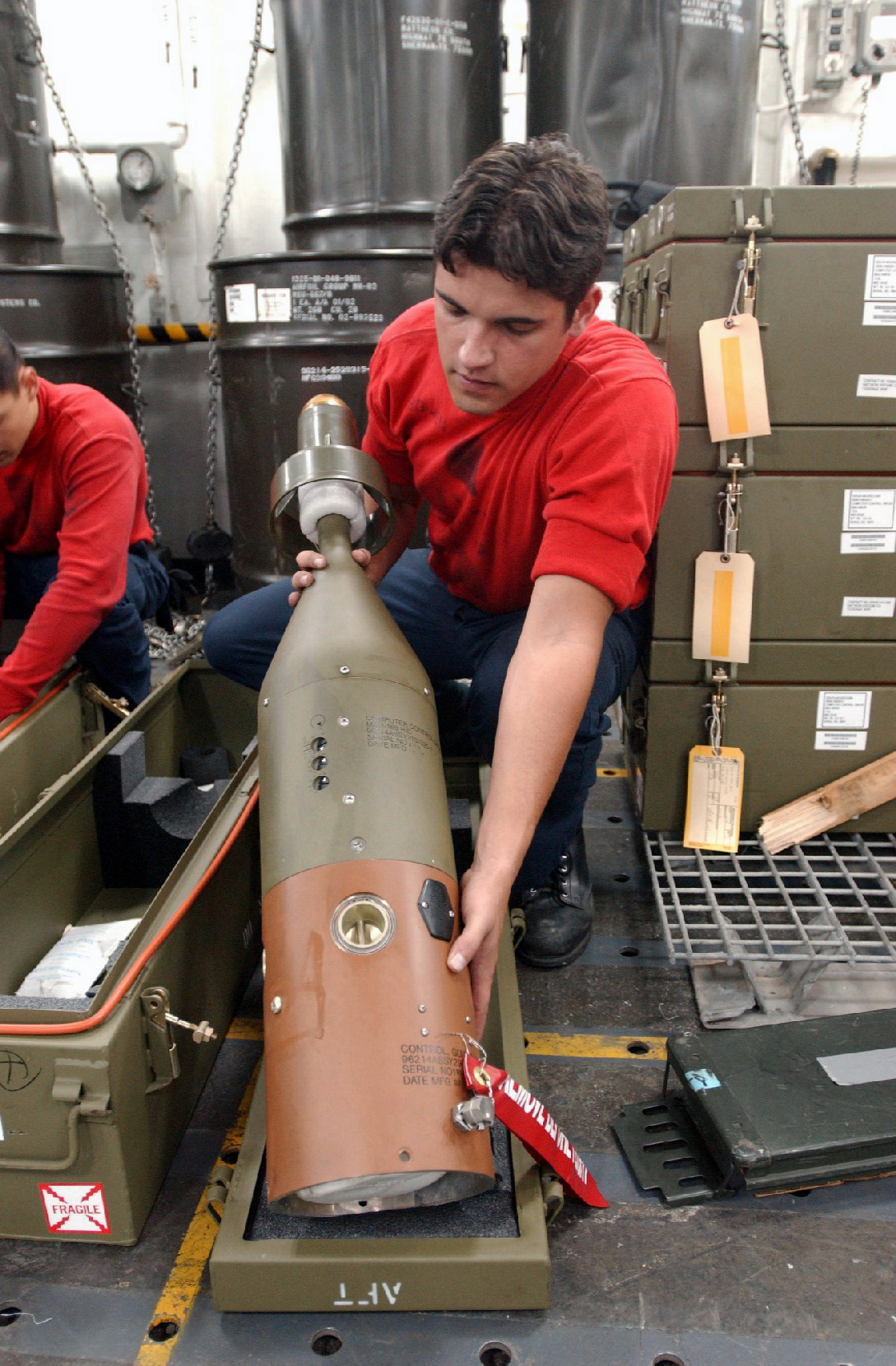
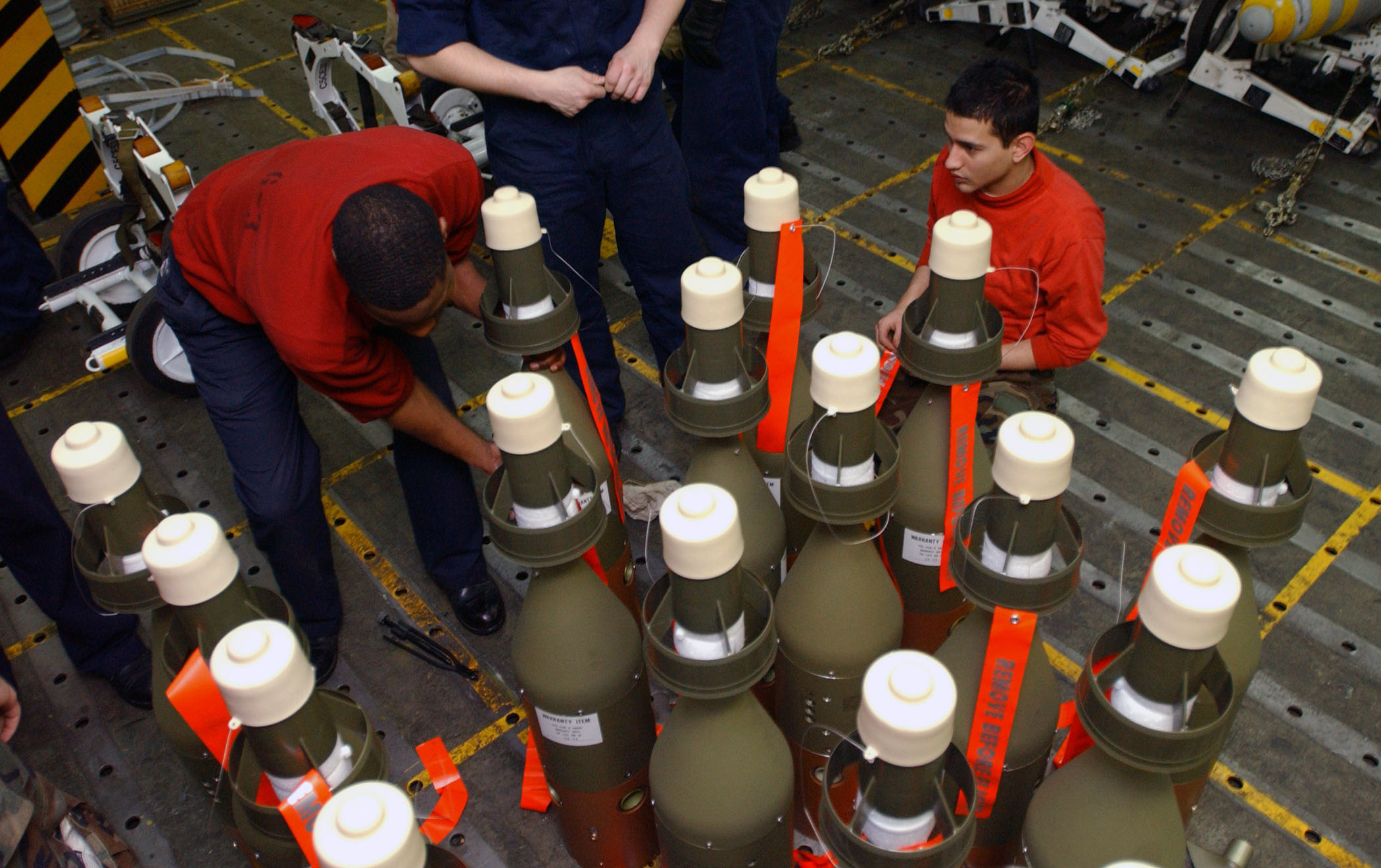
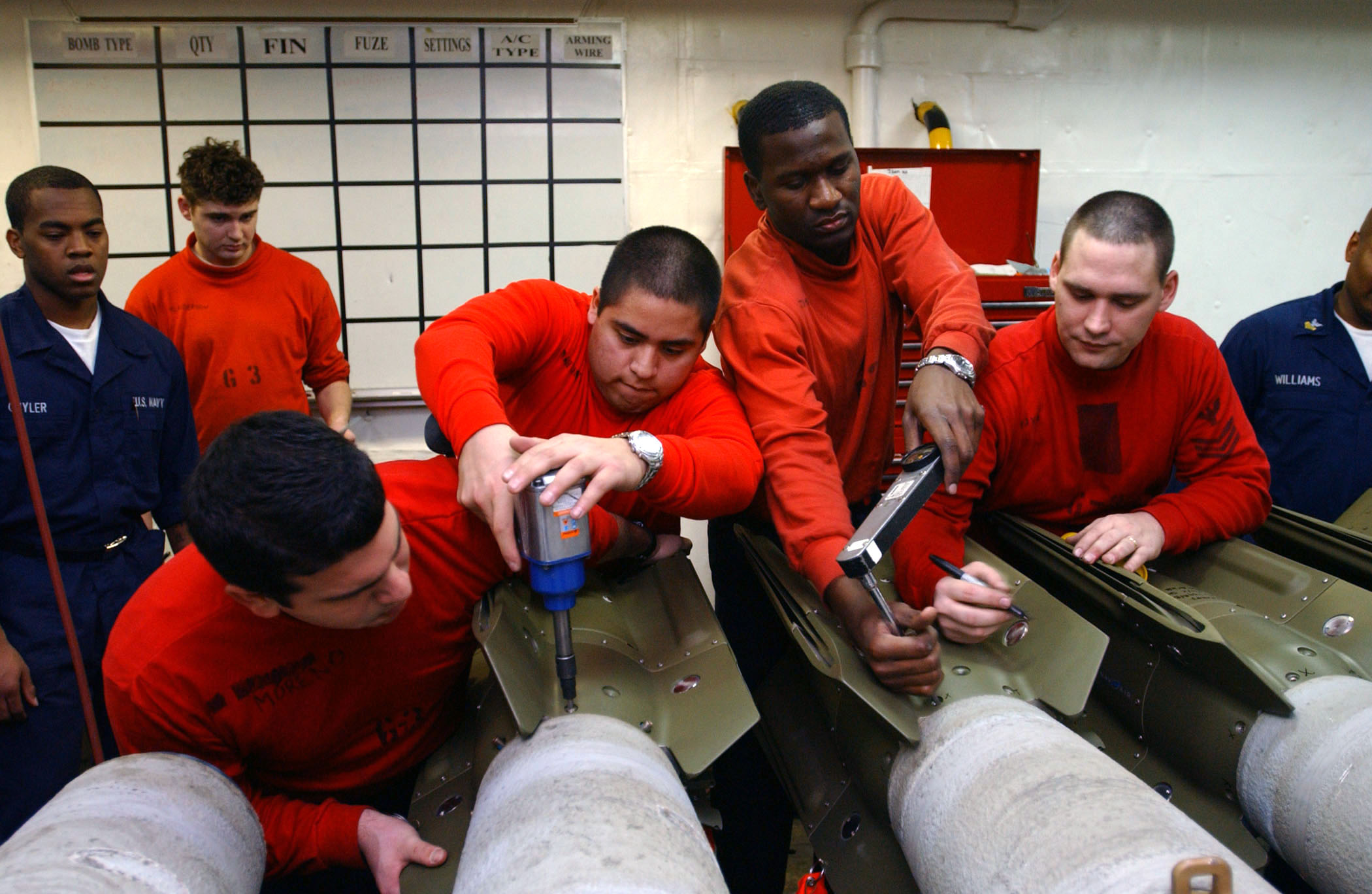
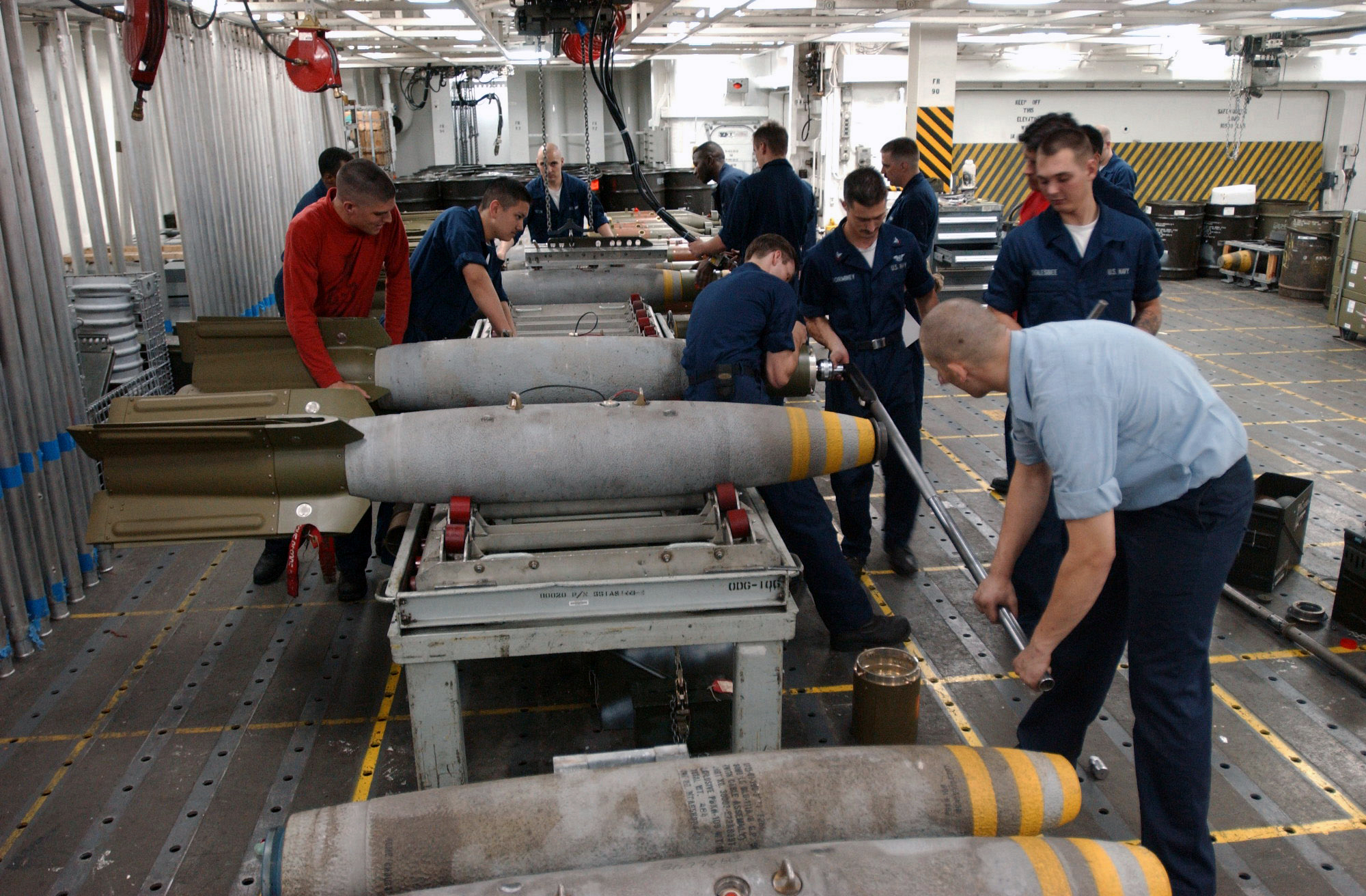